# Günter Schurath
Günter Schurath (* 3. Januar 1929; † 4. Juli 2004) war ein deutscher Diplomat. Er war Botschafter der DDR im Irak, in Kuwait, in Zypern sowie in Norwegen und Island.

## Leben
Schurath, Mitglied der SED, studierte von 1959 bis 1963 an der Deutschen Akademie für Staats- und Rechtswissenschaft in Potsdam-Babelsberg. Sein Studium schloss er als Diplom-Staatswissenschaftler ab. 
Seit 1963 gehörte er dem Diplomatischen Dienst der DDR an. Er war Mitarbeiter im Ministerium für Auswärtige Angelegenheiten (MfAA) sowie in den DDR-Auslandsvertretungen in Moskau und Bagdad. Ab 1966 war er Generalkonsul im Irak, ab 1969 Sektionsleiter Irak im MfAA und anschließend Leiter der Dritten Außereuropäischen Abteilung (Arabische Länder) im MfAA. Von 1973 bis 1977 war er Botschafter der DDR im Irak, von 1974 bis 1975 zusätzlich auch in Kuwait zweitakkreditiert. Anschließend war er von 1977 bis 1980 stellvertretender Leiter der Abteilung Naher und Mittlerer Osten im MfAA. Von 1980 bis 1986 war Schurath Botschafter der DDR in Nikosia. 1989/1990 war er Botschafter in Oslo und zweitakkreditiert in Island.

## Auszeichnungen
- Vaterländischer Verdienstorden in Bronze (1976)